# San Domenico (Florence)
San Domenico is een Italiaans dorpje in de provincie Florence nabij de stad Fiesole.
San Domenico is de sterfplaats van de Zwitserse kunstenaar Arnold Böcklin. Ook waren kunstenaar Wijnand Otto Jan Nieuwenkamp en kunsthistoricus Fernanda Bramanti-Nieuwenkamp hier woonachtig.
Tegenwoordig bevindt de campus van het European University Institute (EUI) zich in San Domenico.